# Parafia św. Jana Chrzciciela w Gdańsku
Parafia św. Jana Chrzciciela w Gdańsku – parafia rzymskokatolicka usytuowana w Gdańsku. Należy do dekanatu Gdańsk-Siedlce, który należy z kolei do archidiecezji gdańskiej.
Proboszczem parafii od 1996 jest ks. kan. Andrzej Rozmus.

## Historia
- 1925 – powstanie kościoła
- 1994 – ustanowienie parafii
- 2000 – rozpoczęcie budowy nowego kościoła